# Roger Sherman Hoar

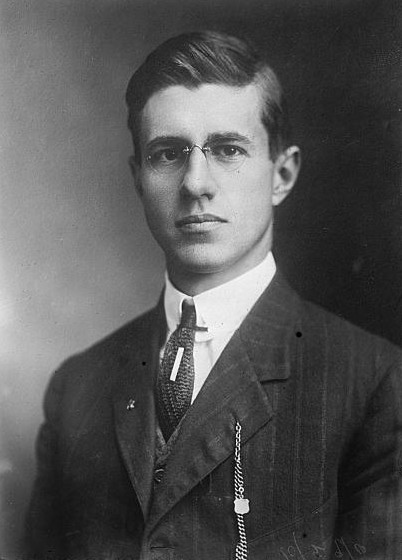
Roger Sherman Hoar 1910

Roger Sherman Hoar (auch bekannt unter dem Pseudonym Ralph Milne Farley; geboren am 8. April 1887 in Waltham, Massachusetts; gestorben am 10. Oktober 1963 in South Milwaukee, Wisconsin) war ein amerikanischer Ingenieur, Patentrechtler, Politiker und Science-Fiction-Autor.

## Leben
Farley, der aus einer angesehenen und traditionsreichen neuenglischen Familie stammte – sein Vater Sherman Hoar war Kongressabgeordneter und einer seiner Vorfahren, Roger Sherman, hatte die Unabhängigkeitserklärung der Vereinigten Staaten mitunterzeichnet –, begann als Sportreporter für die Boston Daily Post, unterrichtete dann Vermessungswesen und studierte schließlich in Harvard. Nach seinem Studium gab er dort und an der Marquette University in Milwaukee Kurse in Ingenieurwesen, Physik und Mathematik. Von 1921 bis 1954 war er Leiter der Abteilung für Rechts- und Patentwesen bei der Bucyrus-Erie Company, danach arbeitete er als Patentingenieur. 1911 wurde er für die Demokratische Partei in den Senat von Massachusetts gewählt.
Bekannt ist er vor allem durch die Science-Fiction-Erzählungen, die er sämtlich unter dem Pseudonym Ralph Milne Farley veröffentlichte, und hier vor allem durch die Radio-Serie, eine lose verknüpfte Folge von Kurzromanen und Novellen, die großenteils in Fortsetzungen in den frühen SF-Magazinen abgedruckt wurden. Der erste Roman in der Reihe war The Radio Man, der 1924 in vier Teilen in Argosy All-Story Weekly erschien. Es ist eine offensichtlich an die Mars-Erzählungen von Edgar Rice Burroughs angelehnte Geschichte. Hoar war mit Burroughs befreundet und schrieb zu seinem Vergnügen, weshalb man hier ein frühes Beispiel von Fan-Fiction sehen kann.  Held der Geschichte ist der Radio-Ingenieur Myles Cabot, der versehentlich durch Materietransmission auf den Planeten Venus versetzt wird, wo pferdegroße Riesenameisen, die Formians (lateinisch formica „Ameise“), seit 500 Jahren über die Cupians herrschen. Die Cupians sind weitgehend menschenähnlich, blond und blauäugig, allerdings taub. Sie verständigen sich über Radiowellen mittels zweier Antennen auf ihrem Kopf. Cabot wird gefangen genommen und lernt in der Gefangenschaft Lilli, die wunderschöne Prinzessin der Cupians kennen. Cabot verliebt sich in Lilli und schließlich gelingt es ihm, die Cupians in einer erfolgreichen Revolte gegen die Formians zu führen.
Der ersten Radio-Geschichte folgten bald The Radio Beasts (1925) und The Radio Planet (1926) und dann über Jahre und Jahrzehnte einige weitere Fortsetzungen. Daneben veröffentlichte Hoar knapp 50 Kurzgeschichten, gehörte zur Gruppe der Milwaukee Fictioneers und war mit Stanley G. Weinbaum befreundet, mit dem er auch mehrfach zusammenarbeitete. 1938 sorgte er dafür, dass Raymond A. Palmer Herausgeber von Amazing Stories wurde.

## Bibliographie

### Belletristik (als Ralph Milne Farley)
Radio-Serie
- 1 The Radio Man (1924, auch als An Earthman on Venus)
- 2 The Radio Beasts (1925)
- 3 The Radio Planet (1926)
- 4 The Radio Flyers (1929)
- 5 The Radio Gun-Runners (1930)
- 7 The Golden City (1933)
- 8 The Radio Menace (1930)
- 9 The Radio Man Returns (Kurzgeschichte, 1939)
- 10 The Radio Minds of Mars (1955, 1969)
- 12 The Radio War (1932, 1934)

Romane
- Caves of Ocean (1931)
- The Radio Pirates (1931)

Sammlungen
- The Hidden Universe (1950)
- The Omnibus of Time (1950)
- Strange Worlds (1952)
- The Radio Minds (2008)

Kurzgeschichten
- Another Dracula? (1930)
- The Flashlight Brigade (1930)
- The Vanishing Man (1930)
- The Danger from the Deep (1931)
- The Time-Traveler (1931)
- Variant: The Time Traveler (1931)
- The Hieroglyphics (1931)
- Abductor Minimi Digit (1932)
- The Degravitator (1932)
- The Whistle (1932)
- The Immortals (1934)
- Annabel Reeves (1935)
- The “Rexmel” (1935)
- The Man Who Met Himself (1935)
- Smothered Seas (1936, mit Stanley G. Weinbaum)
- Treadmill of Doom (1936)
- Black Light (1936)
- Liquid Life (1936)
- Vallisneria Madness (1937)
- A Month a Minute (1937)
- Beauty and the Beast (1938)
- The House of Ecstasy (1938)
- The Invisible Bomber (1938, als Lt. John Pease)
- Time for Sale (1938)
- Horror’s Head (1938, als John Pease)
- Revolution of 1950 (1938, mit Stanley G. Weinbaum, auch als The Dictator)
- The Hidden Universe (1939)
- Eric of Aztalan (1939)
- Major McCrary’s Vision (1939)
- The Stratosphere Menace (1939)
- The Bottomless Pool (1939, mit Robert Bloch)
- Pe-Ra, Daughter of the Sun (1939)
- Mystery of the Missing Magnate (1939)
- The Time-Wise Guy (1940)
- The Living Mist (1940)
- Variant: We, the Mist (1940)
- Rescue Into the Past (1940)
- Test Tube Twin (1941)
- The Time Capsule (1941)
- City of Lost Souls (1941, mit Al P. Nelson)
- I Killed Hitler (1941)
- The Immortality of Alan Whidden (1942)
- Holy City of Mars (1942, mit Al P. Nelson)
- Wings of Death (1943)
- Dangerous Love (1946)
- Stranded in Time (1950)
- The Man Who Could Turn Back the Clock (1950)
- The Revenge of the Great White Lodge (1950)
- The Man Who Lived Backward (1950)
- Man That Lived Backwards (1975)
- Another Dracula (1982)
- Under the Radical Sign (2006)

### Sachliteratur (als Roger Sherman Hoar)
- The Tariff Manual  (1912)
- Constitutional Conventions: Their Nature, Powers, and Limitations (1917, online)
- Patents: What a Business Executive Should Know About Patents (1926, überarbeitete Ausgaben als Patent Tactics and Law, 1935, 1950)
- Conditional Sales: Law and Local Practices for Executive and Lawyer (1929, überarbeitete Ausgabe 1937)
- Unemployment Insurance in Wisconsin (1932, überarbeitete Ausgabe 1934)